# Bonamia sulphurea
Bonamia sulphurea är en vindeväxtart som först beskrevs av T. S. Brandegee, och fick sitt nu gällande namn av Myint och D. B.Ward. Bonamia sulphurea ingår i släktet Bonamia och familjen vindeväxter. Inga underarter finns listade i Catalogue of Life.